# Eufemia di Ourense
Eufemia (fl. II secolo) è venerata dalla Chiesa cattolica come santa.
Secondo la tradizione, il suo corpo fu trovato miracolosamente da una pastorella spagnola sulla fine dell'XI secolo. Le sacre reliquie furono dapprima collocate in una chiesetta, quindi vennero trasportati ad Ourense dal vescovo Pietro Seguín (in carica dal 1157-1169) e collocate nella Cattedrale di San Martino.
Il suo culto, promosso dai vescovi successivi, fu molto sentito dalla popolazione spagnola e alla Santa si devono diverse guarigioni miracolose, come riportano gli scritti del vescovo Alfonso (XII-XIII secolo) e di re Ferdinando II di León (1160). Nel 1720 i resti furono risistemati solennemente assieme a quelli dei santi Facondo e Primitivo. 
Della sua vita, però, non si sa nulla, ma viene ricordata come martire. Numerose, ma non certo veritiere, sono le agiografie, scritte specialmente nel XVI secolo. Venne spesso confusa con sant'Eufemia di Calcedonia e difatti la sua festa ricorre lo stesso giorno, il 16 settembre.